# Yerkes (cráter)

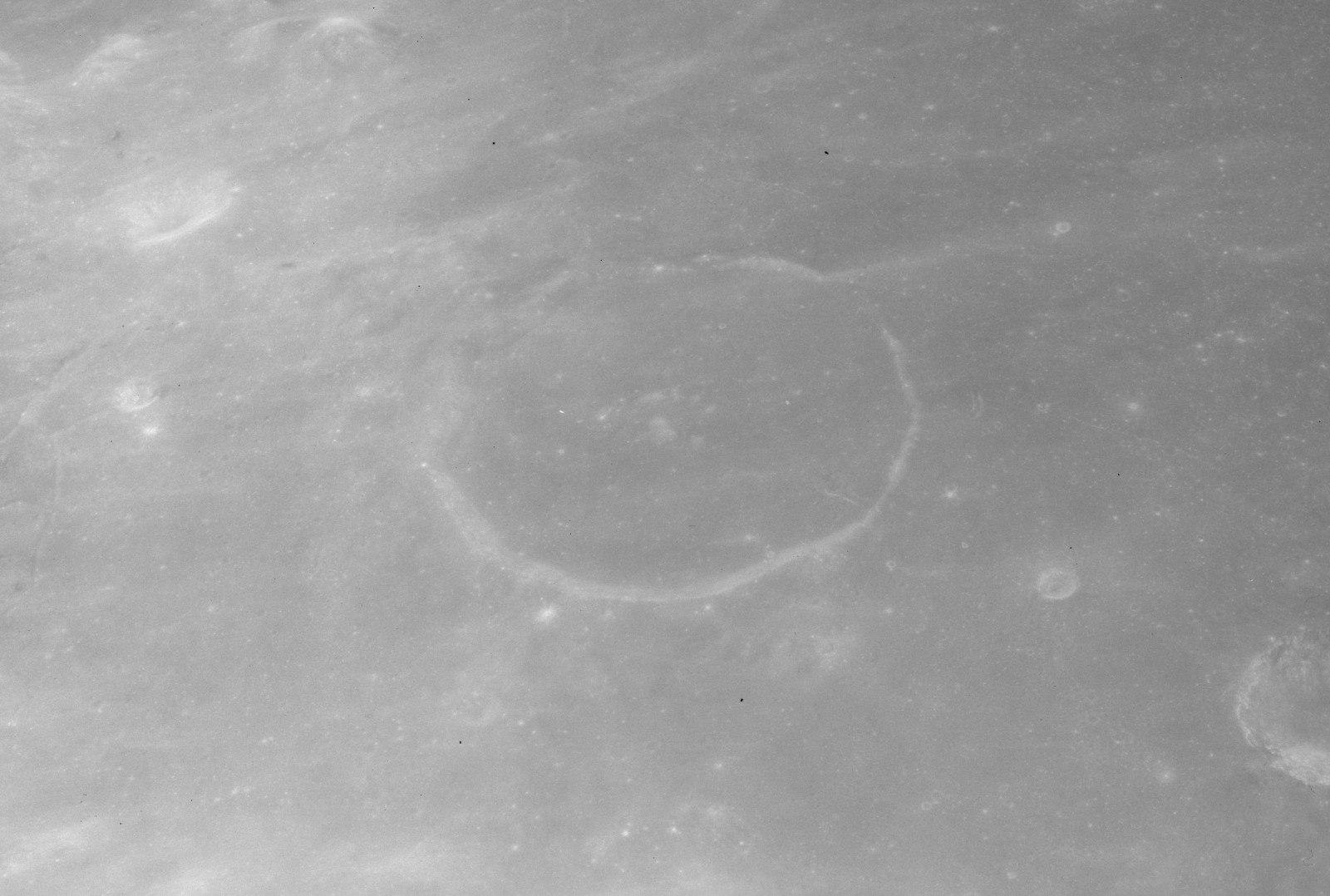
Fotografía de la misión Apolo 15

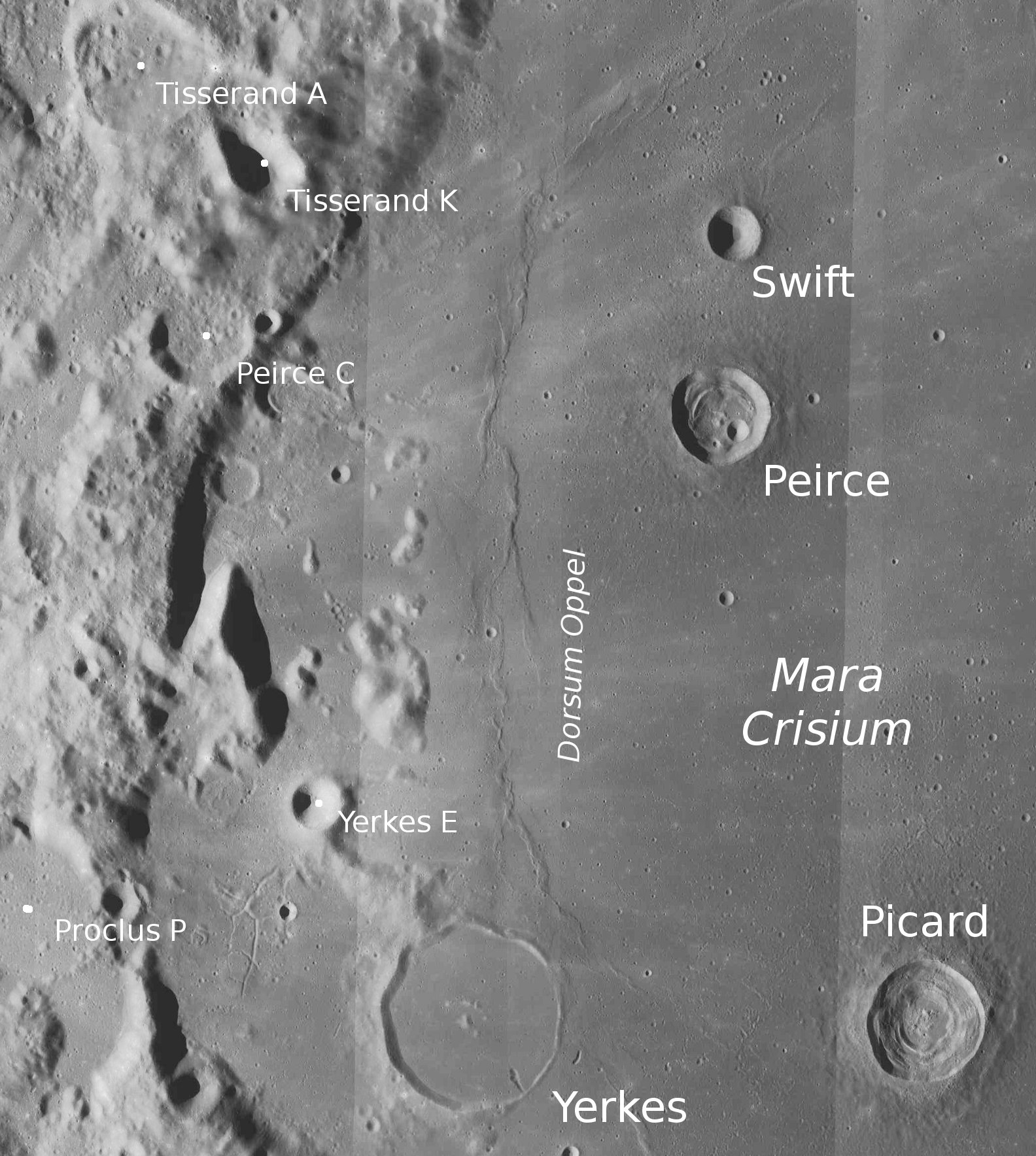
Entorno de Yerkes

Yerkes es un cráter de impacto lunar situado cerca del borde occidental del Mare Crisium. En este lugar, como ocurre con otros cráteres en esa longitud, desde la Tierra el cráter parece ovalado debido al escorzo, pero el cráter es prácticamente circular. Al este de Yerkes se halla el cráter Picard, al sureste aparece la pareja de cráteres formada por Greaves y Lick, al suroeste aparece Glaisher, Proclus está a unos 115 km al oeste-noroeste, y más al norte se ubica Peirce.
|  |

En el pasado, el interior de este cráter fue inundado casi por completo por la lava, dejando solo un remanente poco profundo consistente en un borde que sobresale ligeramente por encima del mare. El borde es más ancho en las partes oeste y sur, y apenas existe en el este, formando una delgada curva en la superficie. Una cresta baja discurre desde el borde norte hasta Yerkes E situado en el norte-noroeste. El suelo tiene un albedo similar al del mare cercano, por lo que el cráter no se distingue claramente del entorno. Presenta una colina redondeada en el centro, que se eleva aproximadamente a unos 150 m sobre el suelo circundante. Dentro del cráter se aprecia el pequeño sistema de marcas radiales originado a partir del impacto que formó Proclus, al igual que al norte del cráter y alrededor de Yerkes E.
Tocando el borde oriental del cráter se halla el Dorsum Oppel, un pliegue orientado al noreste, con aproximadamente 268 km de longitud.
Desde esa ubicación, la Tierra aparecerá principalmente en el cielo lunar a 14 grados desde la vertical y a más de 51 grados hacia el este.

## Cráteres satélite
Por convención estos elementos son identificados en los mapas lunares poniendo la letra en el lado del punto medio del cráter que está más cercano a Yerkes. Yerkes E se encuentra a unos 30 km al noroeste y su diámetro es de 10 km.
|        | \| Yerkes \| Coordenadas \| Diámetro \| \| ------ \| ---------------------------- \| -------- \| \| E \| 15°54′N 50°36′E / 15.9, 50.6 \| 10 km \| |          |
| Yerkes | Coordenadas | Diámetro |
| E      | 15°54′N 50°36′E / 15.9, 50.6 | 10 km    |